# Marinens officershögskola

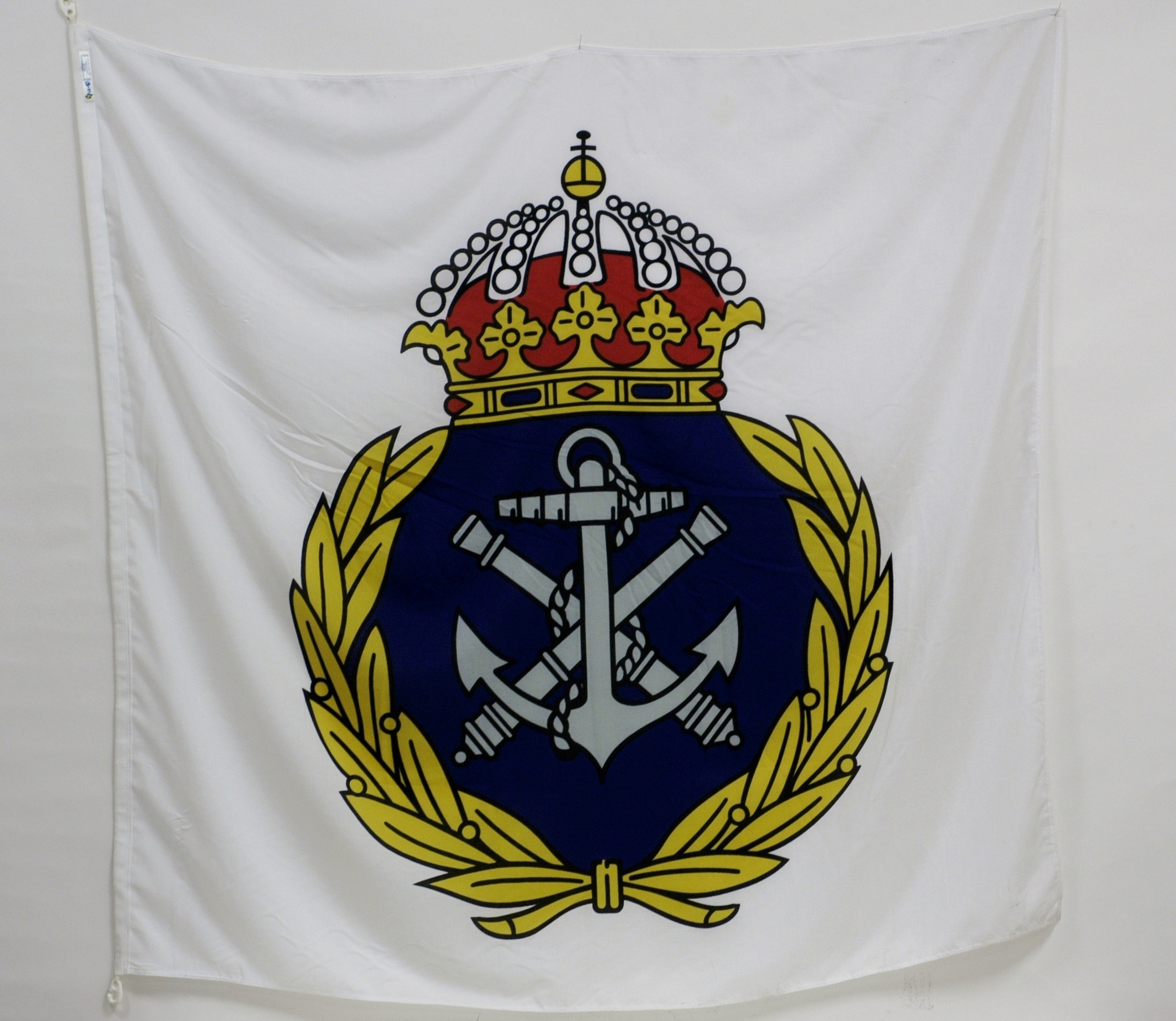
Marinens officershögskolas fana åren 1984–1998.

Marinens officershögskola (MOHS) var en truppslagsgemensam officershögskola inom svenska marinen, som verkade i olika former åren 1981–1998. Förbandsledningen var förlagd i Karlskrona garnison, Karlskrona.

## Historik
Genom reformen "Ny befälsordning" bildades Marinens officershögskola den 1 juni 1981 under namnet Marinens officershögskola i Karlskrona (MOHS K). Skolan var då en del av Karlskrona örlogsskolor, och ansvarade för utbildningen av officerare till flottan.
Inför försvarsbeslutet 1982 föreslog regeringen för riksdagen i sin proposition 1981/82:102 besparingar inom försvaret. Där regeringen bland annat föreslog att verksamheten vid Västkustens militärkommando med Älvsborgs kustartilleriregemente i Göteborg skulle reduceras. Och av regionalpolitiska skäl föreslog regeringen att Marinens officershögskola i Göteborg och huvuddelen av Marinens sjukvårdsskola skulle lokaliseras till Karlskrona. Bakgrunden till besparingarna samt omstruktureringarna i Göteborg och Karlskrona, berodde på att regeringen ville behålla grundutbildningen vid Härnösands kustartilleriregemente (KA 5). Den 1 juli 1984 antog skolan namnet Marinens officershögskola (MOHS), det med anledning av att officersutbildningen för kustartilleriet tillkom från Göteborg och skolan blev gemensam för hela marinen.
Genom Regeringens proposition 1997/98:1D6 beslutade riksdagen att försvarsgrenarnas officersskolor Flygvapnets officershögskola, Flygvapnets krigshögskola i Uppsala, Marinens officershögskola i Karlskrona, Marinens krigshögskola i Berga samt Krigsskolan i Solna skulle avvecklas den 31 december 1998, och utbildningen istället inordnas från den 1 januari 1999 i tre nya Militärhögskolor i Halmstad, Solna och i Östersund.Den 31 december 1998 avvecklades Marinens officershögskola och verksamheten övertogs av de tre nya militärhögskolorna Militärhögskolan Karlberg, Militärhögskolan Halmstad och Militärhögskolan Östersund.

## Verksamhet
Marinens officershögskola bedrev grundläggande officersutbildning inom svenska marinen. Skolan utexaminerade årligen cirka 175 officerare till flottan och kustartilleriet. Utbildningen sträckte sig över två år, där de första 15 månaderna i huvudsak genomfördes på land. De sista nio månaderna avslutades med ett praktiskt tillämpningsskede till sjös. Vid utbildningens slut tilldelades eleverna fänriks tjänstegrad.

## Heraldik och traditioner
År 1984 antog skolan "Marinens officerhögskolas marsch" (Eisengräber) som förbandsmarsch. Marschen fastställdes av Högkvarteret den 30 juni 1994. År 1984 tilldelades skolan en egen fana som användes fram till 1998. Sjöstridsskolan (SSS) antog 2006 ett vapen som är närmast identiskt med Marinens officerhögskolas vapen. Skillnaden mot det gamla är lagerkransen utformning. Lagerkransen på Sjöstridsskolans vapnen har en flatare undersida och bladen är mer sammanhållna än på det gamla vapnet. Från 2007 används marschen av Sjöstridsskolan. Skoland arv och traditioner övertogs och förvaltas av Militärhögskolan Karlberg.

## Förbandschefer
Förbandscheferna vid skolan titulerades "skolchef".

- 1981–1984: Kommendörkapten Nils-Erik Werin
- 1984–1987: Överste Bengt Hertzberg
- 1987–1988: Kommendör Gösta Sundberg
- 1988–1992: Kommendör Björn Ljunggren
- 1992–1993: Kommendör Curt Lundgren
- 1993–1996: Kommendör Björn Hamilton
- 1996–1997: Kommendör Mats Lindemalm

## Namn, beteckning och förläggningsort
| Marinens officershögskola i Karlskrona | 1981-06-01 | – | 1984-06-30 |
| Marinens officershögskola              | 1984-07-01 | – | 1998-12-31 |

| MOHS K | 1981-06-01 | – | 1984-06-30 |
| MOHS   | 1984-07-01 | – | 1998-12-31 |

| Karlskrona garnison (F) | 1981-06-01 | – | 1998-12-31 |